# Literaturnaya gazeta
Literatúrnaya Gazeta (en ruso: Литературная газета, Gaceta literaria) es un periódico cultural y político, publicado semanalmente en Rusia. Fundado en 1831, se publicó desde la época del Imperio Ruso, pasando por la Unión Soviética, hasta la actual Federación de Rusia. 

## Historia
El actual periódico ostenta un nombre con orgullo, de raíces literarias que datan del siglo XIX, y reclama ser la continuación de la publicación original. El primer órgano en poseer el nombre de "Literatúrnaya Gazeta", fue fundado por un grupo literario liderado por Antón Délvig y Aleksandr Pushkin, cuyo título, hasta el día de hoy, adorna la cabecera del semanal. El primer número salió el 1 de enero de  1830. Las publicaciones aparecieron regularmente hasta el 30 de junio de 1831, reapareciendo entre los años de 1840-49. El mismo Pushkin publicó algunos de los más famosos artículos de este periódico. Literatúrnaya Gazeta divulgó trabajos de Baratynski, Belinski y Nekrásov; y fue el primero en publicar relatos de Gógol y muchos otros grandes escritores rusos.
Luego de la Revolución Rusa, la organización literaria soviética decidió reanudar la iniciativa de Pushkin el 22 de abril de 1929, y el periódico ha sido publicado regularmente desde entonces. Desde 1929-32, Literatúrnaya Gazeta fue el órgano oficial de la Unión de Escritores Soviéticos, que tenía como objetivo, fomentar el principio de libre competencia entre los distintos grupos y tendencias literarios. En 1932, sin embargo, Literatúrnaya Gazeta se convirtió en el órgano oficial de la Unión de Escritores Soviéticos, la organización controlada por el gobierno y responsable de la mayoría de publicaciones literarias y trabajos de  los escritores de la URSS.
En 1967, el formato de Literatúrnaya Gazeta fue transformado de una simple publicación literaria a un periódico con contenidos políticos y culturales. Era publicado semanalmente en una edición de 16 páginas, el primer periódico extenso, en un país donde la mayoría de periódicos constaban de 4-8 páginas. El nuevo semanario no solo tenía una nueva apariencia, sino que además adquirió una gran influencia, convirtiéndose en una de las publicaciones más influyentes y prestigiosas. No obstante, el Literatúrnaya Gazeta, como todos los periódicos durante el periodo soviético, reflejaba la política del gobierno, de esta forma, seguía la línea de reglamentos permitidos por el Partido Comunista de la Unión Soviética. El semanario publicaba historias y poemas que eran a menudo mundanos así como poesía y prosa de calidad. Entre otros temas, publicaba reportes de la escena política internacional, y en especial, la vida cultural tanto de países de dentro como de fuera de la esfera de la influencia soviética.
En particular, era muy popular la última página de cada número, que contenía una variedad de artículos satíricos y tiras cómicas bajo la rúbrica del "Club de las Doce Sillas" (una alusión a la bien conocida novela satírica de Ilf y Petrov). Bajo el pretexto de la defensa del buen humor y la sátira constructiva, varios aspectos frustrantes y desagradables de la vida soviética podían ser discutidos de una forma que apenas podían permitirse otros periódicos.
En 1990, tras la disolución de la Unión Soviética, el Literatúrnaya Gazeta se transformó en un colectivo independiente, y en 1997 se convirtió en una empresa que cotiza en la bolsa.